# Nair Tiknizyan
Nair Tiknizyan (San Petersburgo, 12 de mayo de 1999) es un futbolista ruso, nacionalizado armenio, que juega en la demarcación de defensa para el Estrella Roja de Belgrado de la Superliga de Serbia.

## Selección nacional
Tras jugar en las categorías inferiores de la selección de Rusia, finalmente hizo su debut con la selección de fútbol de Armenia en un partido de clasificación para la Eurocopa 2024 contra Turquía que finalizó con un resultado de 1-2 tras los goles de Orkun Kökçü y Kerem Aktürkoğlu para Turquía, y un autogol de Ozan Kabak para Armenia.

## Clubes
| Club                       | País   | Año       | Partidos | Goles |
| -------------------------- | ------ | --------- | -------- | ----- |
| PFC CSKA Moscú             | Rusia  | 2017-2020 | 4        | 0     |
| FC Avangard Kursk (cedido) | Rusia  | 2020      | 2        | 0     |
| PFC CSKA Moscú             | Rusia  | 2020-2021 | 39       | 2     |
| F. C. Lokomotiv Moscú      | Rusia  | 2021-2025 | 122      | 16    |
| Estrella Roja de Belgrado  | Serbia | 2025-     |          |       |